# Evangeliario di Ada
L'Evangeliario di Ada, è un manoscritto carolingio redatto tra la fine dell'VIII secolo e l'inizio del IX.
Conservato alla Stadtbibliothek di Treviri, ha preso il nome dalla sorella del sovrano Carlo Magno: Ada, citata in una poesia: Ada Ancilla Dei inserita nel manoscritto intorno al 1200. L'opera, realizzata dallo scriptorium della corte carolingia ad Aquisgrana, venne redatta in due successivi momenti: prima del 785 con decorate solo le cartaglorie e un'iniziale e nell'800 circa, quando fu realizzata la seconda parte con le figure degli evangelisti, ispirati a modelli antichi.

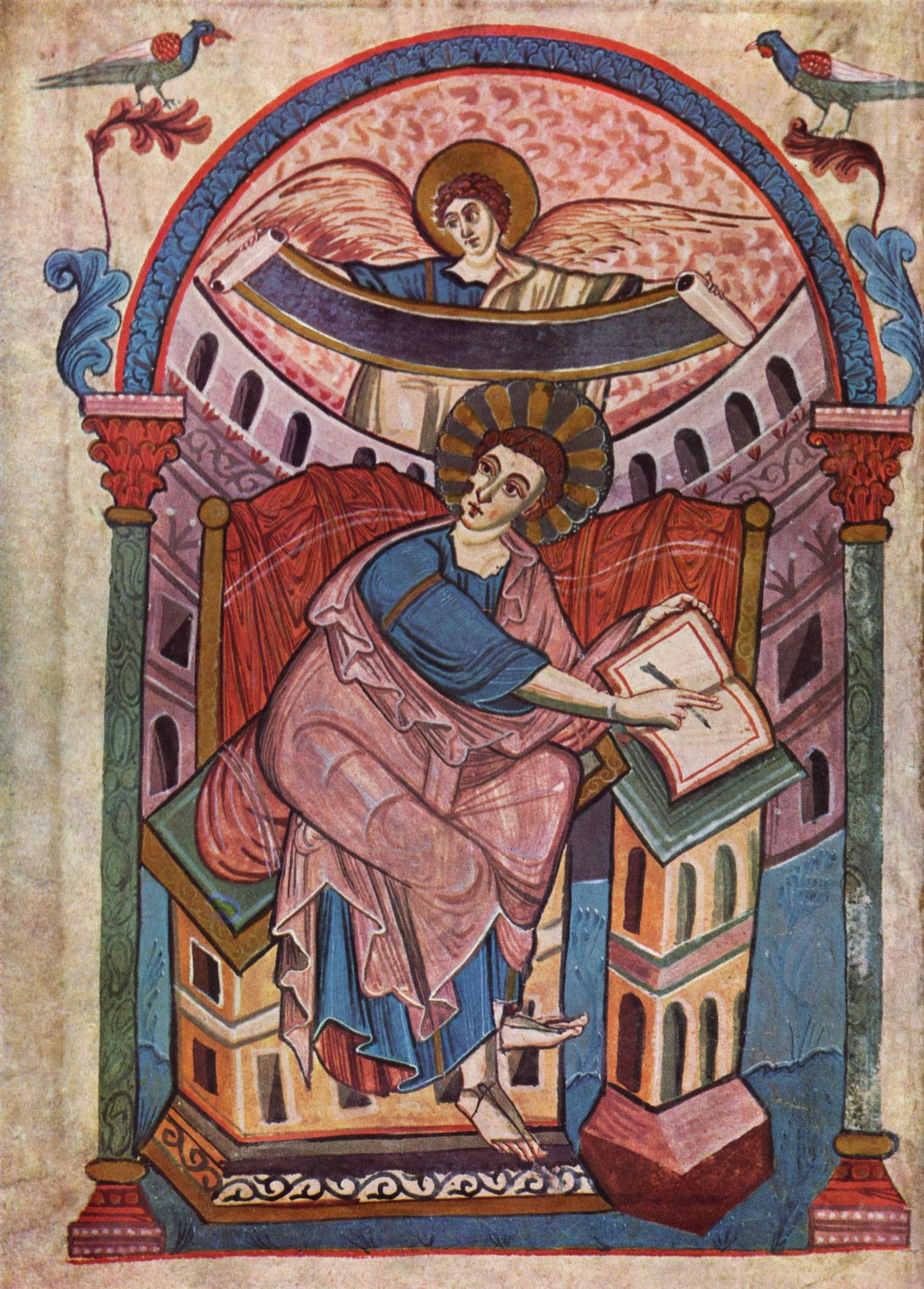
L'Evangelista Matteo

L'evangelista Luca è incorniciato da un'architettura con imponenti colonne policrome a capitelli a foglie blu che sorreggono un arco a tutto sesto con i cammei antichi, al centro del quale campeggia l'immagine di un bue, simbolo di Luca. Questo, assiso su un trono ricoperto di gemme e sistemato in posizione leggermente obliqua, indossa una tunica blu foderata d'oro e un'ampia toga di colore rosso-marrone appoggiata sulla spalla sinistra. La testa dell'evangelista sembra sporgere in avanti rispetto al riflesso argenteo del nimbo, la mano destra con la penna è sollevata mentre sulla coscia poggia il libro aperto ancora bianco.
L'Evangelista Matteo è anch'egli incorniciato da un'architettura con imponenti colonne di alabastro verde sormontate da capitelli a foglie rosse che sorreggono un arco a tutto sesto al centro del quale campeggia la figura di uomo alato, simbolo dell'evangelista. Matteo indossa una tunica azzurra con un'ampia toga di colore rosa-violetto. È assiso su un edificio e con la mano sinistra tiene aperto un libro ancora bianco, poggiato su un'altra colonna, e sul quale poggia la sua mano destra che impugna una penna.